# Sistematització a Romania
La sistematització a Romania (romanès: Sistematizarea) va ser un programa d'urbanisme dut a terme pel Partit Comunista Romanès sota la direcció de Nicolae Ceaușescu. Ceaușescu va quedar impressionat per la mobilització ideològica i l'adulació massiva de Corea del Nord sota la seva ideologia Juche durant la seva visita a l'Àsia oriental el 1971, i va publicar les Tesis de juliol poc després.
A partir de 1974, la sistematització va consistir en gran part en la demolició i reconstrucció de llogarets, pobles, pobles i ciutats existents, completament o en part, amb l'objectiu declarat de convertir Romania en una "societat socialista desenvolupada multilateralment".

## Reconstrucció de zones rurals
La sistematització va començar com un programa de reassentament rural. El pla original era portar els avantatges de l'edat moderna al camp romanès. Durant alguns anys, els romanesos rurals havien estat emigrant a les ciutats (inclòs el mateix Ceaușescu). La sistematització demanava duplicar el nombre de ciutats romaneses el 1990. Centenars de pobles es convertirien en centres industrials urbans mitjançant la inversió en escoles, clíniques mèdiques, habitatges i indústria.
Com a part d'aquest pla, els pobles més petits (normalment aquells amb població inferior a 1.000 habitants) van ser considerats "irracionals" i van ser catalogats per a la reducció de serveis o l'eliminació forçada de la població i la destrucció física. Sovint, aquestes mesures es van estendre a les poblacions destinades a urbanitzar-se, enderrocant alguns dels edificis més antics i substituint-los per moderns blocs d'habitatges de diverses plantes. Algunes d'aquestes ciutats són Bezidu Nou, Ganaș, Eteni o Cucu.
Encara que el pla de sistematització s'estenia, en teoria, a tot el país, el treball inicial es va centrar a Moldàvia. També va afectar llocs com el poble natal de Ceaușescu, Scornicești, al comtat d'Olt: allà, la casa de la família Ceaușescu era l'únic edifici més antic que quedava en peu. La fase inicial de sistematització es va extingir en gran manera el 1980, moment en què només aproximadament el 10% dels nous habitatges es van construir a les zones rurals.
Donada la manca de pressupost, en moltes regions la sistematització no va constituir un pla de desenvolupament efectiu, bo o dolent. En canvi, va constituir una barrera contra el creixement regional orgànic. Els nous edificis havien de tenir almenys dos pisos d'alçada, de manera que els pagesos no podien construir cases petites. Els patis es van limitar a 250 metres quadrats (2.700 peus quadrats) i es van prohibir les parcel·les agrícoles privades dins dels pobles. Malgrat l'impacte percebut d'aquest esquema en l'agricultura de subsistència, després de 1981 es va exigir que els pobles fossin autosuficients agrícolament.
A la dècada de 1980, els pobles propers al voltant de Bucarest van ser enderrocats, sovint al servei de projectes a gran escala, com ara un canal de Bucarest al Danubi, projectes que després van ser abandonats pel govern postcomunista de Romania.

## Ciutats

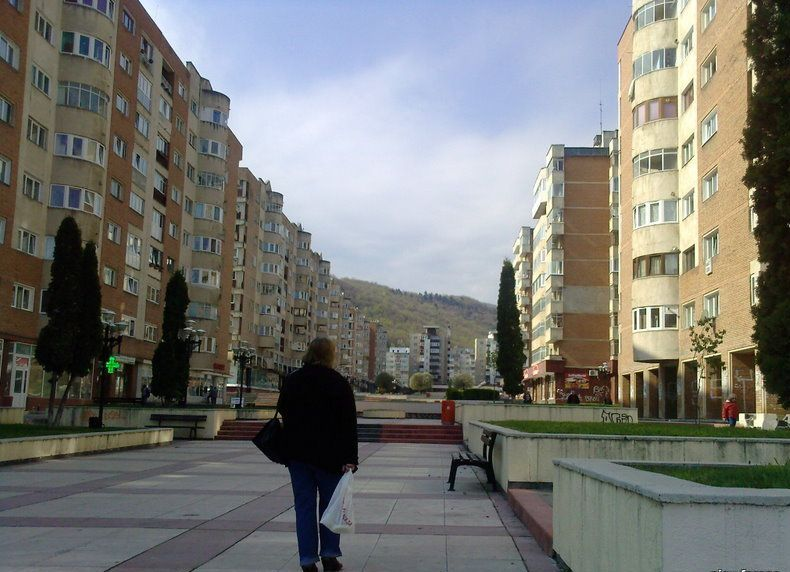
Brașov, Valea cetății

A les ciutats, el programa de sistematització consistia a enderrocar edificis existents (sovint històrics) i construir-ne de nous. Iași, per exemple, va experimentar grans transformacions als anys setanta i vuitanta. Tot i que els blocs de torre i altres edificis de l'època socialista estan presents a totes les grans ciutats de Romania, el grau en què els edificis històrics (zones del nucli antic de les ciutats) es van veure afectats varia segons la ciutat. Per exemple, l'arquitectura històrica antiga va aconseguir escapar de la demolició en algunes ciutats, especialment a ciutats com Cluj, on els esquemes de reconstrucció van afectar principalment els barris marginals i mal construïts que envolten el centre històric de la ciutat.

## Centre Cívic de Bucarest

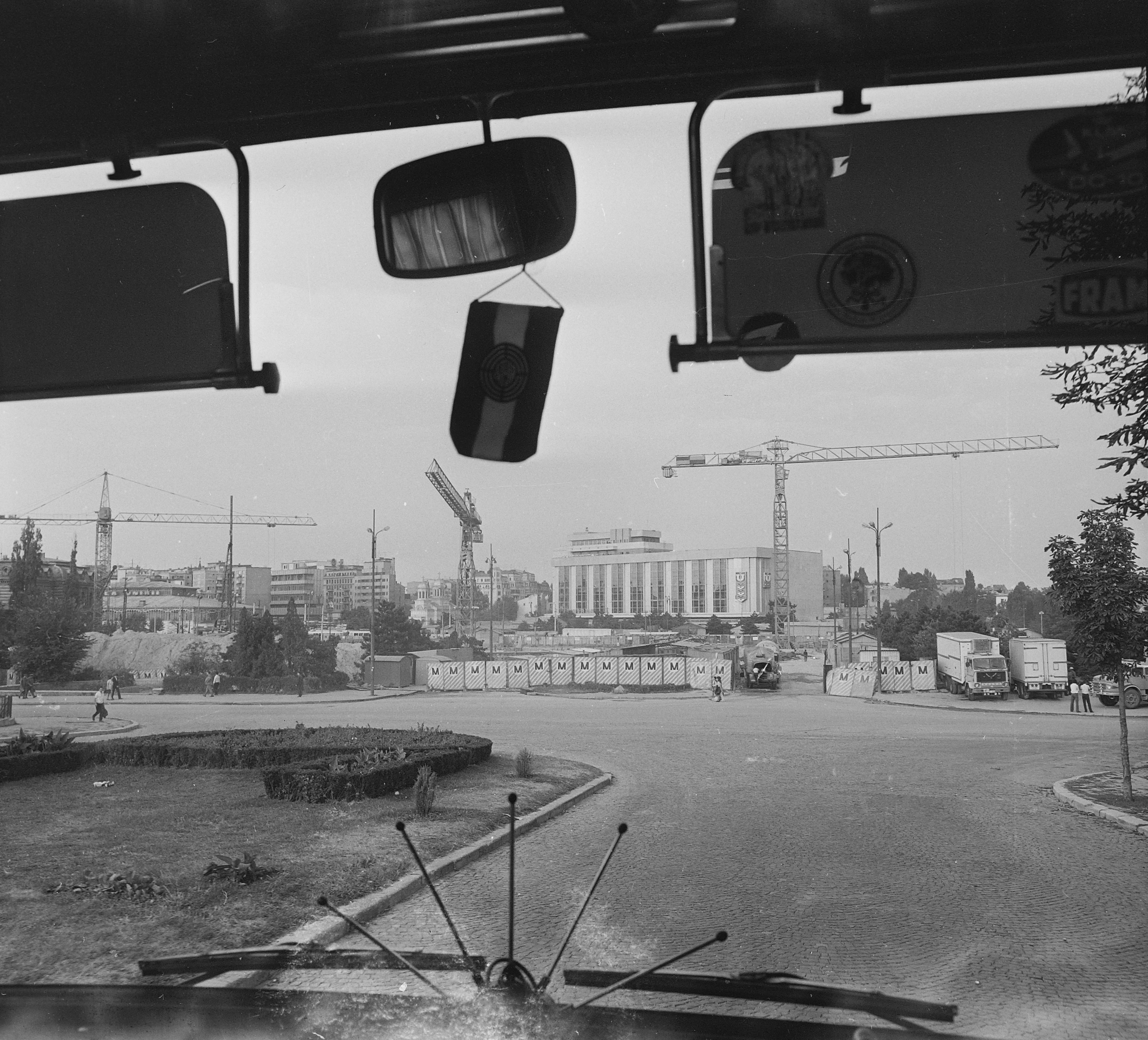
Plaça de la Unificació l' any 1977 durant la sistematització. La Sala d'Unificació i el Centre Comercial Unirea es poden veure aquí

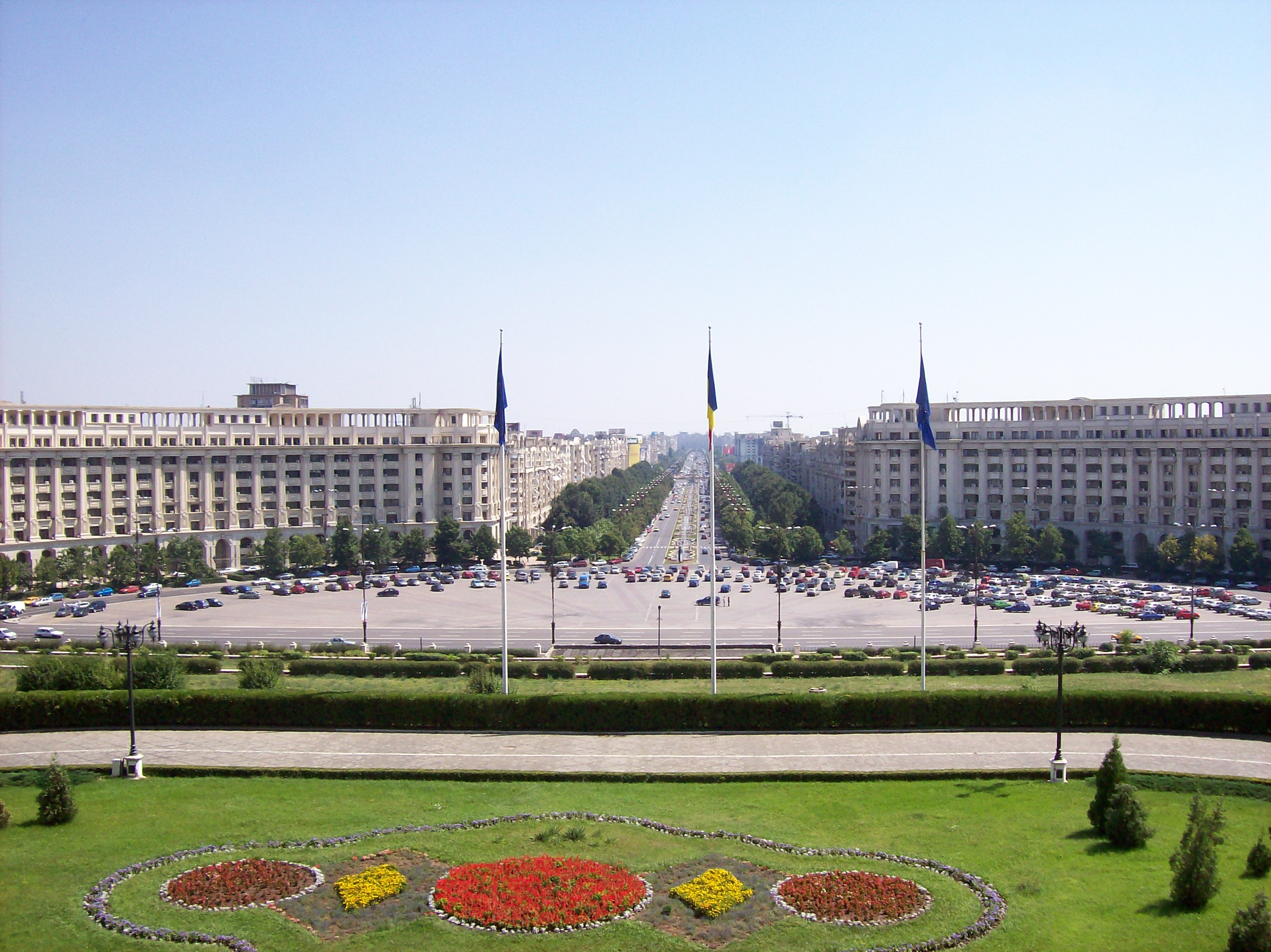
Centre Cívic de Bucarest

Les demolicions massives que es van produir a la dècada de 1980, sota les quals una superfície total de 8 metres quiloquadrats del centre històric de Bucarest es va anivellar per donar pas al grandiós Centrul Civic (centre cívic) i la Casa de la República, ara oficialment rebatejada Palau del Parlament, van ser la manifestació més extrema de la política de sistematització.
La campanya de demolició va esborrar molts monuments, com ara 3 monestirs, 20 esglésies, 3 sinagogues, 3 hospitals, 2 teatres i un conegut estadi esportiu Art Déco. També va suposar desallotjar 40.000 persones amb un sol dia d'avís i traslladar-les a noves cases.

## Reaccions

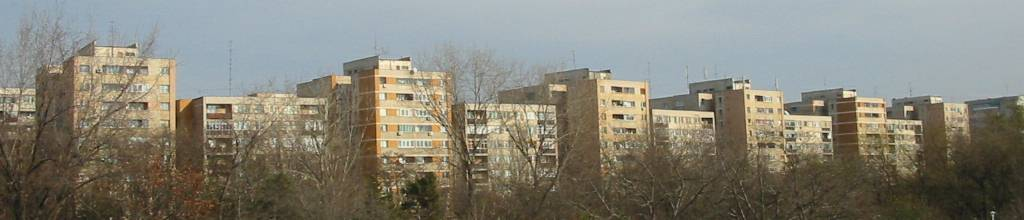
L'horitzó de moltes ciutats va passar a ser dominat per blocs d'apartaments estandarditzats, com aquesta fila de Bucarest

La sistematització, especialment la destrucció d'esglésies i monestirs històrics, va ser protestada per diverses nacions, especialment Hongria i Alemanya Occidental, cadascuna preocupada per les seves minories nacionals a Transsilvània. Malgrat aquestes protestes, Ceaușescu va romandre en les relativament bones gràcies dels Estats Units i d'altres potències occidentals gairebé fins a l'últim, en gran part perquè la seva línia política relativament independent el va convertir en un contrari útil a la Unió Soviètica en la política de la Guerra Freda.